# Anolis fitchi
Anolis fitchi är en ödleart som beskrevs av  Williams och DUELLMAN 1984. Anolis fitchi ingår i släktet anolisar, och familjen Polychrotidae. IUCN kategoriserar arten globalt som livskraftig. Inga underarter finns listade i Catalogue of Life.

## Bildgalleri

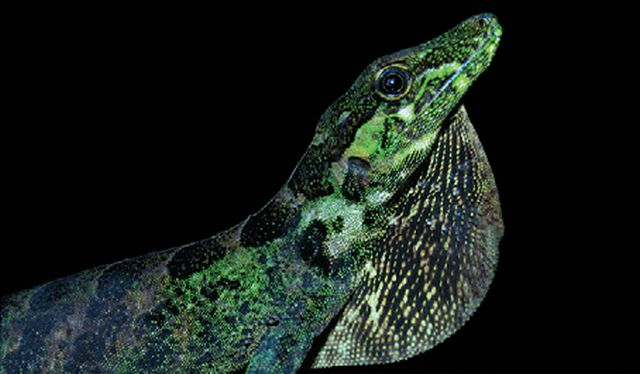